# Владимир Кавалджиев
Владимир Петров Кавалджиев e български художник.

## Биография и творчество
Владимир Кавалджиев е роден през 1908 г. в Търново. Завършва живопис в класа на проф. Цено Тодоров в Националната художествена академия в София. Изключителен колорист, платната му са наситени с интимност, багрова звучност, непосредственост на чувството. Рисува битови композиции, портрети и пейзажи. Реди самостоятелни изложби в София, Берлин, Будапеща, участва в почти всички общи художествени изложби.
Умира през 1988 г. в София.
Личният му архив се съхранява във фонд 1989К в Централен държавен архив. Той се състои от 41 архивни единици от периода 1932 – 1988 г.